# Culworth
Culworth – wieś w Anglii, w hrabstwie Northamptonshire, w dystrykcie (unitary authority) West Northamptonshire. Leży 25 km na południowy zachód od miasta Northampton i 101 km na północny zachód od Londynu. Miejscowość liczy 488 mieszkańców.